# آنادولوبانک
آنادولوبانک (انگلیسی: Anadolubank) شرکت خدمات مالی و بانکداری ترکیه‌ای است، که در سال ۱۹۹۷ تأسیس شد.